# كمال رأفت السنوي
كمال بن رأفت السنوي هو سياسي عراقي راحل، شغل عضوية مجلس النواب العراقي عدة مرات خلال العهد الملكي.
تخرج في مدرسة الحقوق ببغداد، ومارس المحاماة، واختير نائبا لرئيس نقابة المحامين سنة 1936.
كأن أول عضوية له في المجلس في دورته الرابعة (1933-1934) ثم السابعة (1937) الثامنة (1937-1939) عن لواء الدليم ثم نائبا عن لواء العمارة في الدورة الحادية عشر (1947-1948).
توفي في بغداد سنة 1977.